# Дощ/Хай вмиє нас
Дощ (Хай вмиє нас) — шостий сингл українського гурту Друга Ріка з сьомого студійного альбому Піраміда, який було випущено 30 листопада 2018 року. Тоді ж відбулася й прем'єра відеокліпу, режисером якого виступив Віктор Скуратовський. Ця співпраця стала першою з моменту виходу Віктора зі складу гурту у 2014 році. Останньою відеороботою до цього був кліп на пісню «Скажи» в дуеті з Вірою Брежнєвою у 2013 році.
Також трек є заключним на альбомі.

## Про сингл
Трек «Дощ/ Хай вмиє нас» став вершиною альбому «Піраміда». На думку учасників гурту, старість дана для того, щоб зробити важливі підсумки у своєму житті.
|                                 | Ніколи не знаєш, чи доживуть ті музиканти до старості, тому вирішили приміряти її на себе заздалегідь. Сценарій був вигаданий ще у 2011 році, коли ми знімали "Незнайомку". Тому було би дивно, якби я не написав Віктору Скуратовському, щоб втілити задумане у реальність разом. Він після деяких вагань все ж погодився на короткочасне об'єднання гурту. Як результат, ми отримали відео з майбутнього. Відео — про нас самих– коментує Валерій Харчишин. |
| — Валерій Харчишин, лідер гурту | |

## Про відео
Ідею кліпу самі музиканти виношували сім років. У ньому четверо учасників команди заглянули у майбутнє і показали своїм шанувальникам себе у глибокій старості. Кліп містить фрагменти ранніх відеоробіт гурту — зокрема, з перших альбомів. Відео знімали в рідному місті гурту Києві. Саме там хлопці проводять найбільше часу разом. Місцеві впізнають у кліпі такі місця, як ВДНГ чи Бессарабка, однак найріднішою локацією зйомки для учасників гурту стала їхня репетиційна база. Адже саме там все починалось.

## Список композицій
| #  | Назва                                   | Тривалість |
| -- | --------------------------------------- | ---------- |
| 1. | «Дощ (Хай вмиє нас)»                    | 5:34       |
| 2. | «Дощ (Хай вмиє нас) (Brass Radio Edit)» | 3:50       |

## Учасники запису
Друга Ріка
- Валерій Харчишин — вокал
- Олександр Барановський — гітара
- Дорошенко Олексій — ударні
- Біліченко Сергій — гітара
- Сергій Гера (Шура) — клавішні
- Андрій Лавриненко — бас-гітара

## Чарти
| Чарт (2018)                                                                   | Позиція |
| ----------------------------------------------------------------------------- | ------- |
| Rock Top 20 [Архівовано 27 грудня 2019 у Wayback Machine.]                    | 11      |
| Top City & Country Radio Hits [Архівовано 27 березня 2019 у Wayback Machine.] | 59      |